# بورگهاسلاخ
بورگهاسلاخ (به آلمانی: Burghaslach) یک شهر در آلمان است که در نوی‌شتات واقع شده‌است. بورگهاسلاخ ۲٬۵۱۴ نفر جمعیت دارد.